# Lycosuchidae
Lycosuchidae — вимерла родина тероцефалових терапсид із середньопермської групи Бофорта в Південній Африці. Наразі він містить два монотипних роди, Lycosuchus, представлений L. vanderrieti, який був названий палеонтологом Робертом Брумом у 1903 році, і Simorhinella, представлений S. baini, який був названий Брумом у 1915 році. Обидва види характеризуються великими розмірами тіла та короткими глибокими мордами. Два набори збільшених іклів колись вважалися визначальною особливістю лікозухид, але останні дослідження припустили, що передня пара є заміною для тих, що знаходяться позаду них, які з часом випадали б із віком особин. Лікозухіди є найдавнішими відомими тероцефалами, а також вважаються найбільш базальними.